# سنگ‌چشم بیشه چندرنگ
سنگ‌چشم بیشه چندرنگ (نام علمی: Chlorophoneus multicolor) گونه ای از پرندگان خانواده سنگ‌چشمان بیشه (Malaconotidae) است.
سنگ‌چشم بیشه پیشانی‌سیاه (C. nigrifrons) از جنوب و شرق آفریقا، گاهی در این گونه قرار می‌گیرد.
در سراسر جنگل‌های بارانی استوایی آفریقا به‌طور پراکنده وجود دارد.
زیستگاه‌های طبیعی آن جنگل‌های خشک نیمه‌گرمسیری یا گرمسیری، جنگل‌های جلگه‌ای نمناک نیمه‌گرمسیری یا گرمسیری و جنگل‌های کوهستانی نمناک نیمه‌گرمسیری یا گرمسیری است.